# Macaire Ier d'Alexandrie
Macaire Ier d'Alexandrie  est un  patriarche copte d'Alexandrie de   932/933 à 952/953

## Contexte
Macaire nait dans la cité de Shoubra. Dès sa jeunesse il se retire du monde et intègre la vie monastique. Il entre dans le  Monastère Saint-Macaire de Scété où sa vie vertueuse et sa bonne conduite le font désigner comme patriarche le 1er de Baramoudah 648 A.M. du calendrier copte  soit le 27 mars 932 A.D. Après vingt années paisibles de patriarcat, il meurt en  l'an 668 du même calendrier copte c'est-à-dire le 20 mai 952 A.D. mais selon Venance Grumel le 20 mars 953 . 